# Agnieszka Hekiert
Agnieszka Hekiert (ur. 1973) – polska wokalistka jazzowa i nauczycielka śpiewu, a także kompozytorka i autorka tekstów.
Ukończyła studia na Wydziale Jazzu i Muzyki Rozrywkowej Akademii Muzycznej w Katowicach. W 2004 roku nagrała płytę Night And Day Swing, wspólnie z Krzysztofem Herdzinem. Od 2009 współpracuje z bułgarskim pianistą Konstantinem Kostovem, z którym w tymże roku nagrała 
(przy udziale innych artystów) płytę European Impressions, a następnie Stories (wyd. 2012). Kolejnym wspólnym krążkiem Hekiert i Kostova był Soulnation (wyd. 2019).
Pełniła rolę trenera wokalnego w programach X-Factor, Mam Talent, My Camp Rock II i Fabryka Gwiazd. Od 2014 pracuje z uczestnikami show Twoja twarz brzmi znajomo, a fragmenty ich ćwiczeń są emitowane jako część programu.
Agnieszka Hekiert jest zamężna, mieszka w Bawarii.